# Ашшур-рим-нишешу
Ашшур-рим-нишешу — правитель города Ашшура приблизительно в 1410—1402 годах до н. э.
Сын Ашшур-нирари II, брат Ашшур-бел-нишешу, внук Ашшур-раби I. Согласно «Ассирийскому царскому списку», правил 8 лет.